# Coupe de Belgique de football 1967-1968
Navigation
Édition précédente Édition suivante
La Coupe de Belgique 1967-1968 est la treizième édition de l'épreuve. Le FC Brugeois enlève le trophée pour la première fois en battant le Beerschot au stade du Heysel. La parité restant de mise au marquoir à l'issue du temps de jeu réglementaire et de la prolongation, l'issue est décidée, pour la première fois, par une séance de tirs au but.

## Formule
Cette édition respecte la même formule que celle adaptée pour la réapparition de l'épreuve en 1963. Elle se déroule selon le principe de « rencontres à élimination directe en un seul match sur le terrain de la première équipe tirée au sort ».
La phase finale réunit 64 clubs à partir des 1/32e de finale où les équipes de Division 1 (16) et Division 2 (16) (de la saison précédente) attendent les 32 rescapés de 4 tours préliminaires. Ceux-ci se déroulement en préambule de la saison durant le mois d'août. Le premier tour concerne 128 clubs qui sont rejoints au 2e tour par les cercles de Promotion. Les formations de Division 3 entrent en lice lors du 4e tour.
Un élément important à noter est que la division de référence d'un club pour désigner le moment où il commence la compétition est celle de la saison précédente. Dans cet article les divisions indiquées en regard des clubs est bien celle où ils évoluent pendant cette saison 1967-1968.

### Déroulement schématique

#### Tours préliminaires
- TOUR 1: 64 rencontres, 128 clubs des Séries provinciales
  - TOUR 2: 64 rencontres, 64 qualifiés du Tour 1 + les 64 clubs de Promotion de la saison précédente (qui sont têtes de série et ne se rencontrent pas entre eux)
    - TOUR 3: 32 rencontres, 64 qualifiés du Tour 2 (pré-tirage intégral, plus de tête de série)
      - TOUR 4: 32 rencontres, 32 qualifiés du Tour 3 + les 32 clubs de Division 3 de la saison précédente (qui sont têtes de série et ne se rencontrent pas entre eux)

#### Phase finale
- 1/32e de finale : 32 qualifiés du Tour 4, 16 clubs de Division 2 de la saison précédente et 16 clubs de Division 1 de la saison précédente (D1 et D2 sont têtes de série et ne se rencontrent pas entre elles)
  - 1/16e de finale (à partir de ce tour, tirage intégral, plus de têtes de série)
    - 1/8e de finale
      - 1/4 de finale
        - 1/2 finales
          - FINALE

## Répartition des clubs engagés
| Abréviations des Divisions - (I) : club évoluant en Division 1 - (II) : club évoluant en Division 2 - (III) : club évoluant en Division 3 - (P) : club évoluant en Promotion - (p-...) : club évoluant dans les séries provinciales concernées Abréviations des Provinces - (Anv) : Province d'Anvers - (Bbt) : Province de Brabant - (WVl) : Province de Flandre-Occidentale - (OVl) : Province de Flandre-Orientale - (Hai) : Province de Hainaut - (Liè) : Province de Liège - (Lim) : Province de Limbourg - (Lux) : Province de Luxembourg - (Nam) : Province de Namur | \| Province \| D1 \| D2 \| D3 \| P \| prov. \| Total \| \| ------------------- \| -- \| -- \| -- \| -- \| ----- \| ----- \| \| Anvers \| 4 \| 3 \| 5 \| 2 \| 0 \| 17 \| \| Brabant \| 3 \| 4 \| 1 \| 3 \| 0 \| 10 \| \| Flandre occidentale \| 2 \| 1 \| 2 \| 0 \| 0 \| 8 \| \| Flandre orientale \| 1 \| 2 \| 2 \| 1 \| 1 \| 6 \| \| Hainaut \| 2 \| 1 \| 2 \| 1 \| 0 \| 5 \| \| Liège \| 2 \| 3 \| 1 \| 1 \| 1 \| 8 \| \| Limbourg \| 2 \| 2 \| 3 \| 3 \| 1 \| 9 \| \| Luxembourg \| 0 \| 0 \| 0 \| 0 \| 0 \| 0 \| \| Namur \| 0 \| 0 \| 2 \| 0 \| 0 \| 1 \| \| Total \| 16 \| 16 \| 18 \| 11 \| 3 \| 64 \| |    |    |    |       |       |
| Province | D1 | D2 | D3 | P  | prov. | Total |
| Anvers | 4 | 3  | 5  | 2  | 0     | 17    |
| Brabant | 3 | 4  | 1  | 3  | 0     | 10    |
| Flandre occidentale | 2 | 1  | 2  | 0  | 0     | 8     |
| Flandre orientale | 1 | 2  | 2  | 1  | 1     | 6     |
| Hainaut | 2 | 1  | 2  | 1  | 0     | 5     |
| Liège | 2 | 3  | 1  | 1  | 1     | 8     |
| Limbourg | 2 | 2  | 3  | 3  | 1     | 9     |
| Luxembourg | 0 | 0  | 0  | 0  | 0     | 0     |
| Namur | 0 | 0  | 2  | 0  | 0     | 1     |
| Total | 16 | 16 | 18 | 11 | 3     | 64    |

## Cinquième tour (Trente-deuxièmes de finale)
Ce tour marque l'entrée en lice des 16 clubs de Division 1, de 16 clubs de Division 2, de deux clubs relégués de D2 à la fin de la saison précédente. Ces 32 formations rejoignent les 32 rescapés des tours préliminaires. Le tirage au sport de ce tour est effectué en même temps que celui des quatre tours préliminaires, dont les 32 qualifiés connaissent leur adversaires.
- 64 clubs, 32 rencontres jouées le 27 août 1967 (sauf 2 avancées au 26) 
  - deux formations de « D1 » (Antwerp et Waregem) passent d'emblée à la trappe.
  - Plus de la moitié (9) des cercles de « D2 » sont éliminés, alors que 7 équipes de « D3 » franchissent le cap.
  - Trois clubs de « Promotion » et un provincial atteingnent les 1/16e de finale.

| Dates      | Types   | Visités                                  | Visiteur                        | Score final | Remarques                                  |
| ---------- | ------- | ---------------------------------------- | ------------------------------- | ----------- | ------------------------------------------ |
| 27/08/1967 | D1-D2   | R. FC Brugeois (I)                       | R. RC Tournaisien (-II)         | 6-1         |                                            |
| 27/08/1967 | D1-D3   | K. Lierse SK (I)                         | R. Excelsior Mouscron (III)     | 3-0         |                                            |
| 26/08/1967 | D1-D3   | R. Antwerp FC (I)                        | K. FC Winterslag(III)           | 2-2         | Tirs au but 4-3                            |
| 27/08/1967 | D1-D3   | R. Daring CB (I)                         | R. Stade Waremmien (III)        | 1-1         | Tirs au but ?-?                            |
| 26/08/1967 | D1-D3   | R. SC Anderlechtois (I)                  | Sporting Houthalen (III)        | 12-0        |                                            |
| 27/08/1967 | D1-D3   | R. Standard CL T (I)                     | R. AEC Mons (III)               | 1-0         |                                            |
| 27/08/1967 | D1-D3   | K. Beringen FC (I)                       | K. SC Eendracht Aalst (III)     | 4-0         |                                            |
| 27/08/1967 | D1-D3   | Beveren-Waas SK (-I)                     | Racing Jette (III)              | 3-0         |                                            |
| 27/08/1967 | D1-D3   | K. SV Sottegem (III)                     | K. SV Waregem (I)               | 1-1         | Tirs au but 7-6 - joué au Regenboogstadion |
| 27/08/1967 | D1-D3   | K. FC Malinois (I)                       | K. SC Hasselt (III)             | 0-0         | Tirs au but ?-?                            |
| 27/08/1967 | D1-P    | K. Beerschot (I)                         | K. Tongerse SV Cercle (P)       | 2-0         |                                            |
| 27/08/1967 | D1-P    | K. SC Maccabi Voetbal Antwerp (P)        | R. Racing White (I)             | 1-2         |                                            |
| 27/08/1967 | D1-P    | R. Charleroi SC (I)                      | K. Patria FC Tongeren (P)       | 6-1         |                                            |
| 27/08/1967 | D1-P    | R. FC Liégeois(I)                        | R. CS Brainois (P)              | 3-0         |                                            |
| 27/08/1967 | D1-P    | K. St-Truidense VV (I)                   | FC Sporting St-Gillis/Waas (P)  | 3-1         |                                            |
| 27/08/1967 | D1-Prov | K. RC Lokeren (-p-OVl)                   | R. Olympic CC (-I)              | 0-5         |                                            |
| 27/08/1967 | D2-D2   | R. RC Tirlemont (-II)                    | K. Waterschei SV THOR Genk (II) | 0-1         |                                            |
| 27/08/1967 | D2-D3   | R. Entente Sportive Jamboise (III)       | R. Crossing FC Molenbeek (II)   | 0-2         |                                            |
| 27/08/1967 | D2-D3   | R. Tilleur FC (-II)                      | K. SK Roeselare (III)           | 3-1         |                                            |
| 27/08/1967 | D2-D3   | ARA La Gantoise (-II)                    | K. OLSE Merksem (III)           | 2-0         |                                            |
| 27/08/1967 | D2-D3   | K. AC&V Brasschaat (III)                 | K. FC Herentals ()              | 0-0         | Tirs au but ?-?                            |
| 27/08/1967 | D2-D3   | K. FC Diest (II)                         | K. Lyra (III)                   | 0-0         | Tirs au but ?-?                            |
| 27/08/1967 | D2-D3   | K. White Star Club Lauwe (III)           | UR St-Gilloise (Ii)             | 1-0         |                                            |
| 27/08/1967 | D2-P    | K. Helzold FC (P)                        | K. Berchem Sport (II)           | 0-1         |                                            |
| 27/08/1967 | D2-P    | K. St-Niklaasse SK (II)                  | K. St-Genesius-Rode Sport (P)   | 8-0         |                                            |
| 27/08/1967 | D2-P    | AS Oostende KM (II)                      | K. FC Duffel (P)                | 5-0         |                                            |
| 27/08/1967 | D2-P    | K. RC Mechelen (II)                      | R. SCUP Jette (P)               | 1-2         |                                            |
| 27/08/1967 | D2-P    | R. FC Sérésien (II)                      | R. US Tournaisienne (P)         | 0-2         |                                            |
| 27/08/1967 | D2-P    | Patro Eisden (II)                        | US Ferrières (P)                | 2-3         |                                            |
| 27/08/1967 | D2-Prov | Verbroedering Mechelen a/d Maas (-p-Lim) | R.CS Verviétois (II)            | 2-0         |                                            |
| 27/08/1967 | D3-D3   | K. Willebroekse SV (-III)                | K. Wezel Sport FC (III)         | 3-1         |                                            |
| 27/08/1967 | D3-Prov | R. JS Bas-Oha (p-Liè)                    | UR Namur (-III)                 | 0-2         |                                            |

## Seizièmes de finale
À partir de ce tour, un tirage au sort intégral est effectué avant chaque tout. Il n'y a plus d'équipes protégées.

### Participants
Tous les cercles provinciaux ont été éliminés.
| Province            | Clubs de Division 1 | Clubs de Division 2 | Clubs de Division 3 | Clubs de Promotion | Total |
| ------------------- | ------------------- | ------------------- | ------------------- | ------------------ | ----- |
| Totaux par division | 14                  | 7                   | 7                   | 3                  | 32    |
| Anvers              | 3                   | 1                   | 3                   | 0                  | 7     |
| Brabant             | 3                   | 1                   | 0                   | 1                  | 5     |
| Flandre-Occidentale | 1                   | 1                   | 1                   | 0                  | 3     |
| Flandre-Orientale   | 1                   | 2                   | 1                   | 0                  | 4     |
| Hainaut             | 2                   | 0                   | 1                   | 1                  | 4     |
| Liège               | 2                   | 1                   | 0                   | 1                  | 4     |
| Limbourg            | 2                   | 1                   | 1                   | 0                  | 4     |
| Namur               | 0                   | 0                   | 1                   | 0                  | 1     |

### Résultats
- 32 équipes, 16 rencontres programmées entre le 29 octobre 1967 et le 24 décembre 1967.
  - Le tirage ne propose que deux que deux affrontements entre clubs de Division 1. Cela n'empêche pas deux cercles de l'élite (Sporting de Charleroi et St-Trond) de se faire surprendre par des formations de « Division 3 ».
  - Récents finalistes, le Standard et le Sporting Anderlechtois doivent passer par les tirs au but pour franchir ce tour. Les Mauves ont même besoin de trois séries[1] de tirs pour éliminer Brasschat (D3).
  - Ayant encore chacune sept engagés, la « D2 » et la « D3 » placent trois formations en huitièmes de finale.

| Dates      | Types   | Visités                                  | Visiteur                       | Score final | Remarques                                                  |
| ---------- | ------- | ---------------------------------------- | ------------------------------ | ----------- | ---------------------------------------------------------- |
| 18/11/1967 | D1-D1   | R. Standard CL T (I)                     | R. Olympic CC (-I)             | 0-0 arr.    | rencontre arrêtée après 23 minutes en raison du brouillard |
| 19/11/1967 | D1-D1   | R. Racing White (I)                      | R. Antwerp FC (I)              | 2-1         |                                                            |
| 24/12/1967 | D1-D1   | R. Standard CL T (I)                     | R. Olympic CC (-I)             | 2-2         | Tirs au but 7-6                                            |
| 19/11/1967 | D1-D2   | K. Beerschot (I)                         | R. Crossing FC Molenbeek (II)  | 3-1         |                                                            |
| 19/11/1967 | D1-P    | R. US Tournaisienne (P)                  | K. Lierse SK (I)               | 0-2         |                                                            |
| 19/11/1967 | D1-D2   | R. Daring CB (I)                         | R. Tilleur FC (-II)            | 2-0         |                                                            |
| 19/11/1967 | D1-D2   | R. FC Liégeois(I)                        | ARA La Gantoise (-II)          | 2-1         |                                                            |
| 15/11/1967 | D1-D3   | K. AC&V Brasschaat (III)                 | R. SC Anderlechtois (I)        | 0-0         | Tirs au but 11-13                                          |
| 19/11/1967 | D1-D3   | K. Beringen FC (I)                       | K. Willebroekse SV (-III)      | 2-1         |                                                            |
| 19/11/1967 | D1-D3   | K. Lyra (III)                            | R. Charleroi SC (I)            | 0-0         | Tirs au but ?-? - jouée au stade du Mambourg               |
| 19/11/1967 | D1-D3   | K. St-Truidense VV (I)                   | K. SC Hasselt (III)            | 0-2         |                                                            |
| 19/11/1967 | D1-P    | R. FC Brugeois (I)                       | US Ferrières (P)               | 2-0         |                                                            |
| 19/11/1967 | D1-Prov | Verbroedering Mechelen a/d Maas (-p-Lim) | Beveren-Waas SK (-I)           | 0-6         | jouée au stade du Freethiel                                |
| 19/11/1967 | D2-D2   | AS Oostende KM (II)                      | K. Berchem Sport (II)          | 0-0         | Tirs au but ?-?                                            |
| 29/10/1967 | D2-D3   | K. Waterschei SV THOR Genk (II)          | K. White Star Club Lauwe (III) | 3-0         |                                                            |
| 19/11/1967 | D2-P    | R. SCUP Jette (P)                        | K. St-Niklaasse SK (II)        | 1-2         |                                                            |
| 19/11/1967 | D3-D3   | K. SV Sottegem (III)                     | UR Namur (-III)                | 2-2         | Tirs au but ?-?                                            |

## Huitièmes de finale

### Participants
| Province            | Clubs de Division 1 | Clubs de Division 2 | Clubs de Division 3 | Total |
| ------------------- | ------------------- | ------------------- | ------------------- | ----- |
| Totaux par division | 10                  | 3                   | 3                   | 16    |
| Anvers              | 2                   | 1                   | 1                   | 4     |
| Brabant             | 3                   | 0                   | 0                   | 3     |
| Flandre-Occidentale | 1                   | 0                   | 0                   | 1     |
| Flandre-Orientale   | 1                   | 1                   | 1                   | 3     |
| Liège               | 2                   | 0                   | 0                   | 2     |
| Limbourg            | 1                   | 1                   | 1                   | 3     |

### Résultats
- 16 équipes, 8 rencontres programmées, entre le 7 avril 1968 et le 15 avril 1968, à l'exception d'une partie avancée le 24 décembre 1967.
  - Quadruple opposition entre cercles de Division 1, fatale au Standard et à Anderlecht.
  - Berchem et THOR Waterschei (Division 2) poursuivent l'aventure.
  - Deux trois formations de « D3 » se rencontrent. C'est le Lyra (pour rappel finaliste en 1935) qui atteint les quarts de finale.

| Dates      | Types | Visités                         | Visiteur                | Score final | Remarques       |
| ---------- | ----- | ------------------------------- | ----------------------- | ----------- | --------------- |
| 15/04/1968 | D1-D1 | K. Beerschot (I)                | Beveren-Waas SK (-I)    | 2-2         | Tirs au but 5-2 |
| 11/04/1968 | D1-D1 | R. Standard CL T (I)            | R. Daring CB (I)        | 1-2         |                 |
| 14/04/1968 | D1-D1 | K. Beringen FC (I)              | R. FC Liégeois(I)       | 2-2         | Tirs au but 4-5 |
| 14/04/1968 | D1-D1 | R. FC Brugeois (I)              | R. SC Anderlechtois (I) | 1-0         |                 |
| 14/04/1968 | D1-D2 | K. St-Niklaasse SK (II)         | K. Lierse SK (I)        | 2-4         |                 |
| 24/12/1967 | D1-D2 | R. Racing White (I)             | K. Berchem Sport (II)   | 2-4         |                 |
| 07/04/1968 | D2-D3 | K. Waterschei SV THOR Genk (II) | K. SV Sottegem (III)    | 3-1         |                 |
| 14/04/1968 | D3-D3 | K. Lyra (III)                   | K. SC Hasselt (III)     | 1-0         |                 |

## Quarts de finale

### Participants
| Province            | Clubs de Division 1 | Clubs de Division 2 | Clubs de Division 3 | Total |
| ------------------- | ------------------- | ------------------- | ------------------- | ----- |
| Totaux par division | 5                   | 2                   | 1                   | 8     |
| Anvers              | 2                   | 1                   | 1                   | 4     |
| Brabant             | 1                   | 0                   | 0                   | 1     |
| Flandre-Occidentale | 1                   | 0                   | 0                   | 1     |
| Liège               | 1                   | 0                   | 0                   | 1     |
| Limbourg            | 0                   | 1                   | 0                   | 1     |

### Résultats
- 8 équipes, 4 rencontres programmées le 1er mai 1968.
  - Dans les matchs mettant aux prises des cercles de l'élite, la « logique du classement » du championnat est respectée.

- - Le tirage au sort oppose les deux cercles de « D2 ». Un duel entre « Jaunes et Noirs » qui tourne à l'avantage des Thorians.
  - Les « petits poucets » du matricule 52 résistent bien au Club Brugeois, mais s'inclinent avec les honneurs.

| Dates      | Types | Visités                         | Visiteur              | Score final | Remarques         |
| ---------- | ----- | ------------------------------- | --------------------- | ----------- | ----------------- |
| 01/05/1968 | D1-D1 | K. Beerschot (I)                | R. FC Liégeois(I)     | 5-0         |                   |
| 01/05/1968 | D1-D1 | R. Daring CB (I)                | K. Lierse SK (I)      | 1-1         | Tirs au but 11-10 |
| 01/05/1968 | D2-D2 | K. Waterschei SV THOR Genk (II) | K. Berchem Sport (II) | 0-0         | Tirs au but ?-?   |
| 01/05/1968 | D1-D3 | R. FC Brugeois (I)              | K. Lyra (III)         | 3-1         |                   |

## Demi-finales

### Participants
| Province            | Clubs de Division 1 | Clubs de Division 2 | Total |
| ------------------- | ------------------- | ------------------- | ----- |
| Totaux par division | 3                   | 1                   | 4     |
| Anvers              | 1                   | 0                   | 1     |
| Brabant             | 1                   | 0                   | 1     |
| Flandre occidentale | 1                   | 0                   | 1     |
| Limbourg            | 0                   | 1                   | 1     |

### Résultats
- 4 équipes, 2 rencontres programmées le 23 mai 1968.
  - Les deux demi-finales s'avèrent particulièrement indécises, mais le verdict final est conforme aux projections: les deux favoris atteignent la finale.

| Dates      | Types | Visités                         | Visiteur           | Score final | Remarques       |
| ---------- | ----- | ------------------------------- | ------------------ | ----------- | --------------- |
| 23/05/1968 | D1-D2 | K. Waterschei SV THOR Genk (II) | R. FC Brugeois (I) | 0-1         |                 |
| 23/05/1968 | D1-D1 | K. Beerschot (I)                | R. Daring CB (I)   | 2-2         | Tirs au but 5-3 |

## Finale
Pour les deux clubs finalistes de cette édition, c'est un retour au premier plan attendu de longue date. Le R. FC Brugeois dispute sa deuxième finale de Coupe de Belgique, 66 ans après la première (perdue contre Union St-Gilloise en 1914) et 48 ans après son premier (et jusqu'alors seul) titre national décroché en 1920 ! 
Pour les « Beerschotmen » s'est leur toute première finale de Coupe 29 ans après leur septième et dernier (qui le restera) titre national obtenu en 1939.
La partie est partagée et indécise. Les Rats du Kiel ouvrent le score assez rapidement puis résiste aux assauts de plus en plus pressants des « Gazelles ». Finalement les hommes de la Venise du Nord arrachent l'égalisation et forcent la prolongation en fin de match. Celle-ci ne change rien et ce sont, pour la première fois, les « tirs au but » (appelés, erronément puisqu'ils ne proviennent pas d'une faute, « penalties » à l'époque) qui décident du gain du trophée. Selon le règlement d'alors, une deuxième série complète est bottée puisque l'égalité subsiste à l'issue de la première.
Rappelons qu'à cette époque les « Tirs au but » ne sont pas employés lors des grandes compétitions internationales et que ni la FIFA, ni l'UEFA ne les envisagent encore sérieusement. Quelques jours après cette finale belge, début juin, durant la phase finale de la 3e Coupe d'Europe des Nations, une demi-finale est décidée par un jet de pièce, alors que la grande finale est rejouée. A la fin de l'été suivant, pendant le tournoi de football des Jeux Olympiques d'été de Mexico, en quarts de finale, la Bulgarie élimine Israël à la suite d'un jet de pièce.
| ·                |                   |     |
| Titulaires :     |                   |     |
|                  |                   |     |
| G                | Fernand Boone     |     |
| ArD              | Fons Bastijns     |     |
| DC               | Kurt Axelsson     |     |
| DC               | Erwin Vandendaele |     |
| ArG              | John Moelaert     | 55e |
| M                | Gilbert Marmenout |     |
| M                | Walter Loske      |     |
| AiD              | Johny Thio        |     |
| A                | Pierre Carteus    |     |
| A                | Raoul Lambert     |     |
| AiG              | Gilbert Bailliu   |     |
|                  |                   |     |
| Remplaçants :    |                   |     |
| A                | Freddy Hinderyckx | 55e |
|                  |                   |     |
| Entraîneur :     |                   |     |
| Norberto Höfling |                   |     |

| ·                 |                       |     |
| Titulaires :      |                       |     |
|                   |                       |     |
| G                 | Jos Smolders          |     |
| ArD               | Ivan De Ferm          |     |
| DC                | Wilfried Willems      | 48e |
| DC                | Guy Raskin            |     |
| ArG               | Julien Van Opdorp     |     |
| MD                | Jan Verheyen          |     |
| M                 | Bob Weyn              |     |
| MG                | Marcel Hermans        |     |
| AiD               | Julien Van Puymbroeck |     |
| A                 | Léon Ritzen           |     |
| AiG               | Frank Schrauwen       |     |
|                   |                       |     |
| Remplaçants :     |                       |     |
| D                 | René Desaeyere        | 48e |
|                   |                       |     |
| Entraîneur :      |                       |     |
| Louis Van Beneden |                       |     |

| ·                |                   |     |
| Titulaires :     |                   |     |
|                  |                   |     |
| G                | Fernand Boone     |     |
| ArD              | Fons Bastijns     |     |
| DC               | Kurt Axelsson     |     |
| DC               | Erwin Vandendaele |     |
| ArG              | John Moelaert     | 55e |
| M                | Gilbert Marmenout |     |
| M                | Walter Loske      |     |
| AiD              | Johny Thio        |     |
| A                | Pierre Carteus    |     |
| A                | Raoul Lambert     |     |
| AiG              | Gilbert Bailliu   |     |
|                  |                   |     |
| Remplaçants :    |                   |     |
| A                | Freddy Hinderyckx | 55e |
|                  |                   |     |
| Entraîneur :     |                   |     |
| Norberto Höfling |                   |     |

| ·                 |                       |     |
| Titulaires :      |                       |     |
|                   |                       |     |
| G                 | Jos Smolders          |     |
| ArD               | Ivan De Ferm          |     |
| DC                | Wilfried Willems      | 48e |
| DC                | Guy Raskin            |     |
| ArG               | Julien Van Opdorp     |     |
| MD                | Jan Verheyen          |     |
| M                 | Bob Weyn              |     |
| MG                | Marcel Hermans        |     |
| AiD               | Julien Van Puymbroeck |     |
| A                 | Léon Ritzen           |     |
| AiG               | Frank Schrauwen       |     |
|                   |                       |     |
| Remplaçants :     |                       |     |
| D                 | René Desaeyere        | 48e |
|                   |                       |     |
| Entraîneur :      |                       |     |
| Louis Van Beneden |                       |     |

## Statistiques

### Générales
- Nombre de finales jouées : 13 - (48 buts marqués)
  - Nombre de finales avec prolongation : 5 (6 buts marqués)
  - Nombre de finales avec tirs au but : 1 (7-6, 15 tirs)
- Joueurs expulsés lors en finale : 4
- Clubs participant aux finale :
  - Clubs de la plus haute division : 23
  - Clubs de deuxième division : 2
  - Clubs de troisième division : 1

### Par provinces
| # | Provinces                       | Vainqueurs | Finalistes | Total |
| - | ------------------------------- | ---------- | ---------- | ----- |
| 1 | Province d'Anvers               | 1          | 5          | 6     |
| 2 | Province de Brabant             | 5          | 2          | 7     |
| 3 | Province de Flandre-Occidentale | 2          | 2          | 4     |
| 4 | Province de Flandre-Orientale   | 1          | 1          | 2     |
| 5 | Province de Hainaut             | 1          | 0          | 1     |
| 6 | Province de Liège               | 3          | 2          | 5     |
| 7 | Province de Limbourg            | 0          | 1          | 1     |
| 8 | Province de Luxembourg          | 0          | 0          | 0     |
| 9 | Province de Namur               | 0          | 0          | 0     |

| # | Provinces                   | Victoires | Place de finaliste | Total |
| - | --------------------------- | --------- | ------------------ | ----- |
| 1 | Province du Brabant flamand | 0         | 1                  | 1     |
| 2 | Province de Brabant wallon  | 0         | 0                  | 0     |
| 3 | Bruxelles                   | 5         | 1                  | 6     |

### Clubs avec plus d'une victoire
- R. Standard CL: 3 (1954, 1966, 1967)
- Union Royale St-Gilloise: 2 (1913, 1914)